# Sūdi
Sūdi är en ort i Indien.   Den ligger i distriktet Gadag och delstaten Karnataka, i den södra delen av landet, 1 400 km söder om huvudstaden New Delhi. Sūdi ligger 581 meter över havet och antalet invånare är 6 000.
Terrängen runt Sūdi är huvudsakligen platt, men åt nordost är den kuperad. Terrängen runt Sūdi sluttar västerut. Runt Sūdi är det ganska tätbefolkat, med 199 invånare per kvadratkilometer. Närmaste större samhälle är Gajendragarh, 11,0 km öster om Sūdi. Trakten runt Sūdi består till största delen av jordbruksmark.